# Saulo Hernández Bris
Saulo Hernández Bris (Zamora, Castilla y León, 18 de diciembre de 1978) es un exbaloncestista y entrenador español de baloncesto, que actualmente dirige al Club Baloncesto Zamora de la Primera FEB.

## Trayectoria

### Como jugador
Saulo jugaba en la posición de alero y con 1,94 metros de altura, comenzó su carrera como jugador en el Club Baloncesto Zamora de Liga EBA, con el que debutó en la temporada 1998-99. Tras cuatro temporadas en el equipo zamorano, en la temporada 2002-03 firma en el CB Tizona de LEB-2.
Tras regresar al Club Baloncesto Zamora donde jugaría la temporada 2003-04, vuelve a salir para jugar en el CB Bahía San Agustín (2004-05), CB Archena (2005-06) y CB Santa Pola (2006-08).
En 2008, regresa al Club Baloncesto Zamora, donde jugaría desde 2008 a 2011, antes de pasar de jugador a entrenador en el conjunto zamorano.

### Como entrenador
Tras retirarse como jugador, Saulo comenzó su carrera como entrenador en el Club Baloncesto Zamora de Liga EBA en la temporada 2010-11.
En la temporada 2015-16, logra el ascenso a Liga LEB Plata.
En la temporada 2022-23, se cumpliría su duodécima temporada al frente del club zamorano.

## Clubs

### Como entrenador
- 2011-actualidad. Club Baloncesto Zamora. Liga EBA / Liga LEB Plata / Primera FEB